# Marc Dunn
Marc Dunn (* 9. September 1965 in Kingston) ist ein kanadischer Volleyball- und Beachvolleyballspieler.

## Karriere Halle
Dunn begann seine Karriere an der University of Toronto, wo er bis 1992 in der Universitätsmannschaft spielte und zahlreiche Einzelauszeichnungen gewann. Mit der kanadischen Nationalmannschaft nahm er 1990 an der Weltmeisterschaft in Brasilien teil.

## Karriere Beach
Dunn spielte seine ersten internationalen Turniere 1995 mit Edward Raymond Drakich. In Clearwater und Lignano kamen Drakich/Dunn auf den 13. Rang. Außerdem gab es einige 17. Plätze, bevor sie in Carolina als Neunter erstmals gemeinsam in die Top Ten kamen. Sie beendeten die World Tour 1995 mit einem 13. Platz in Kapstadt. Das gleiche Ergebnis erreichten sie 1996 in Rio de Janeiro und Hermosa Beach. Außerdem qualifizierten sie sich für die Olympischen Spiele 1996 in Atlanta. Dort unterlagen sie im ersten Spiel dem australischen Duo Prosser/Zahner. In der Verlierer-Runde schieden sie mit einer Niederlage gegen die Italiener Ghiurghi/Grigolo aus.
1998 spielte Dunn noch drei Open-Turniere mit James Olejnik. Das beste Ergebnis in diesem Jahr erzielte er mit dem 17. Platz bei seinem letzten Auftritt in Toronto.